# Tobias Harris
Tobias John Harris (Islip, 15 de julho de 1992) é um jogador norte-americano de basquete profissional que atualmente joga pelo Detroit Pistons da National Basketball Association (NBA).
Ele jogou basquete universitário pela Universidade do Tennessee e foi selecionado pelo Charlotte Bobcats como a 19ª escolha geral no draft da NBA de 2011.

## Carreira no ensino médio
Harris frequentou a Escola Secundária Half Hollow Hills e se juntou ao time de basquete do colégio em seu oitavo ano. 
Ele ficou em Half Hollow Hills West até 2008, quando se transferiu para a Middle and Lutheran Middle School em Brookville, Nova York. 
Ele se transferiu de volta para a Half Hollow Hills West para seu último ano e ganhou o Mr. Basketball de New York de 2010. Ele também foi nomeado um All-American.
| Nome | Cidade natal                              | Escola                    | Altura             | Peso           | Data                   |
| --- | ----------------------------------------- | ------------------------- | ------------------ | -------------- | ---------------------- |
| Tobias Harris F | Dix Hills, New York                       | Half Hollow Hills West HS | 6 ft 8 in (2.03 m) | 210 lb (95 kg) | 16 de Setembro de 2009 |
| Tobias Harris F | Recrutamento: Scout: Rivais: ESPN: 97/100 |                           |                    |                |                        |
| Classificação geral de novatos: Scout: 4º \| Rivals: 7º \| ESPN: 6º |                                           |                           |                    |                |                        |
| Nota: Em muitos casos, Scout, Rivals, 247Sports e ESPN podem entrar em conflito em suas listas de altura e peso, nestes casos, a média foi obtida. A ESPN mede os calouros numa escala de 0 a 100. - Fonte: |                                           |                           |                    |                |                        |

## Carreira universitária
Harris frequentou a Universidade do Tennessee, sendo treinado pelo técnico Bruce Pearl. 
Em sua primeira e única temporada, ele foi selecionado para a Segunda-Equipe de Novatos da USBWA com uma das performances mais consistentes e versáteis do país. Harris também foi nomeado pra Primeira-Equipe e para a Equipe de Novatos da SEC. 
Ele ficou em quinto lugar entre todos os calouros nas seis principais conferências com média de 15,3 pontos. Além disso, sua média de 7,3 rebotes ficaram em sexto lugar entre todos os calouros das grandes conferências.
Em 9 de maio de 2011, Harris se declarou para o draft da NBA, renunciando aos seus últimos três anos de elegibilidade na faculdade.

## Carreira profissional

### Milwaukee Bucks (2011–2013)
Em 23 de junho de 2011, Harris foi selecionado pelo Charlotte Bobcats como a 19ª escolha geral no draft da NBA de 2011. Ele foi negociado para o Milwaukee Bucks na noite do draft. Em 10 de dezembro de 2011, ele assinou seu contrato de novato de 2 anos e US$ 3 milhões com os Bucks.
Em 7 de janeiro de 2012, Harris fez sua estreia na NBA contra o Los Angeles Clippers. Na noite seguinte, ele somou 15 pontos contra o Phoenix Suns. Ele jogou em 42 jogos durante sua temporada de estreia (nove como titulares) e teve médias de 5,0 pontos, 2,4 rebotes e 0,5 assistências em 11,4 minutos.
Em 24 de outubro de 2012, os Bucks estenderam o seu contrato até a temporada de 2013–14.

### Orlando Magic (2013–2016)

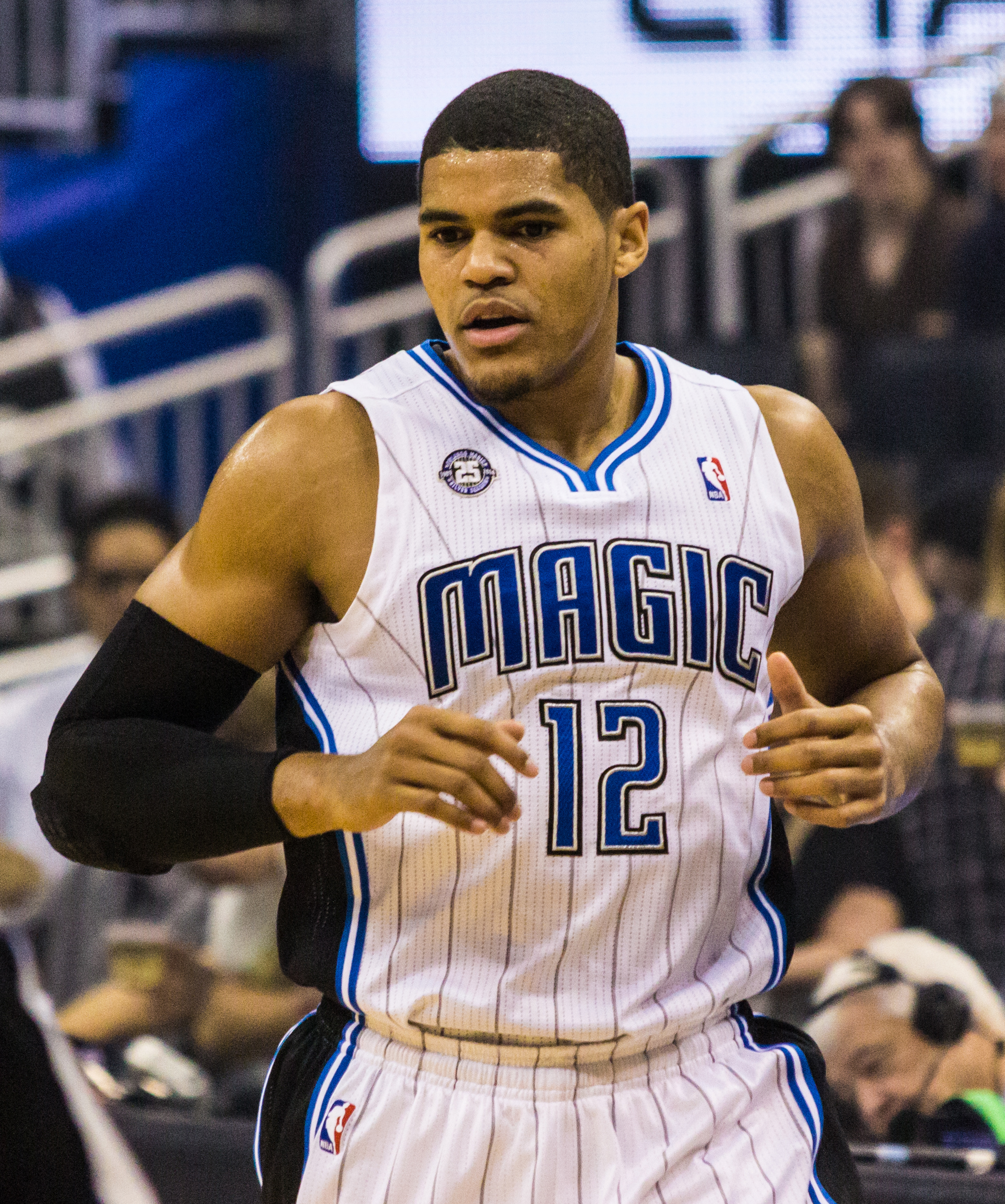
Harris em dezembro de 2013

Em 21 de fevereiro de 2013, Harris foi negociado, junto com Doron Lamb e Beno Udrih, ao Orlando Magic em troca de J. J. Redick, Gustavo Ayón e Ish Smith.
Harris teve um tempo de jogo maior em Orlando e suas estatísticas seguiram o exemplo: ele triplicou sua média de pontos e quadruplicou suas médias de rebotes, assistências e bloqueios. Em 26 de outubro de 2013, o Magic estendeu o seu contrato até a temporada de 2014–15.
Em 24 de janeiro de 2014, Harris registrou 28 pontos e 20 rebotes na vitória por 114-105 sobre o Los Angeles Lakers. Em 2 de março de 2014, ele marcou 31 pontos em uma vitória de 92-81 sobre o Philadelphia 76ers.
Em 6 de fevereiro de 2015, Harris fez 34 pontos em uma vitória por 103-97 sobre o Los Angeles Lakers.
Em 14 de julho de 2015, Harris assinou novamente com o Magic em um contrato de4 anos e US$ 64 milhões.

### Detroit Pistons (2016–2018)

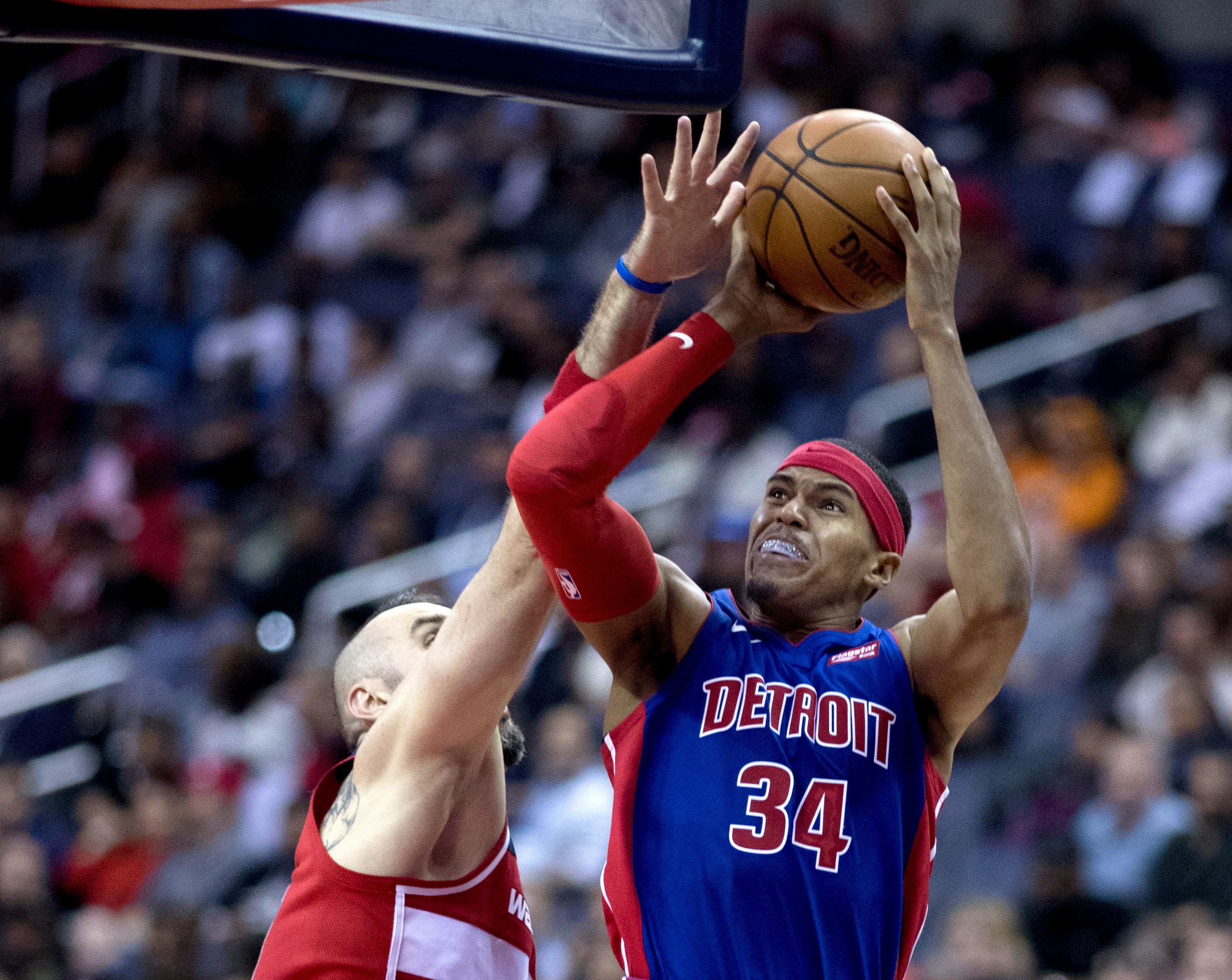
Harris em outubro de 2017

Em 16 de fevereiro de 2016, Harris foi negociado com o Detroit Pistons em troca de Ersan İlyasova e Brandon Jennings. Três dias depois, ele fez sua estreia pelos Pistons marcando 21 pontos em uma derrota por 98-86 para o Washington Wizards.
Os Pistons terminaram a temporada regular como a oitava melhor campanha na Conferência Leste com um recorde de 44-38, ganhando uma vaga nos playoffs pela primeira vez desde 2009. No entanto, em sua primeira rodada contra o Cleveland Cavaliers, eles foram varridos por 4-0.
Em 23 de dezembro de 2016, Harris foi reserva pela primeira vez na temporada de 2016-17 e, subsequentemente, marcou 26 pontos em uma derrota de 119-113 para o Golden State Warriors. Em 11 de março de 2017, ele fez 28 pontos em uma vitória por 112-92 sobre o New York Knicks.
Em 25 de outubro de 2017, Harris fez 34 pontos em uma vitória por 122-101 sobre o Minnesota Timberwolves. Em 13 de novembro de 2017, ele foi nomeado Jogador da Semana da Conferência Leste pelos jogos disputados de 6 de novembro a 12 de novembro. Em 26 de dezembro de 2017, ele marcou 21 de seus 30 pontos no primeiro quarto de uma vitória de 107-83 sobre o Indiana Pacers.

### Los Angeles Clippers (2018–2019)
Em 29 de janeiro de 2018, Harris, juntamente com Avery Bradley, Boban Marjanović e duas escolhas de draft, foi negociado com o Los Angeles Clippers em troca de Blake Griffin, Willie Reed e Brice Johnson.
Em 3 de fevereiro, ele fez sua estreia pelos Clippers marcando 24 pontos em uma vitória por 113-103 sobre o Chicago Bulls. Em 23 de fevereiro de 2018, ele registrou 30 pontos e 12 rebotes na vitória por 128-117 sobre o Phoenix Suns.
Em 15 de novembro de 2018, Harris marcou 18 pontos em uma vitória por 116-111 sobre o San Antonio Spurs, marcando pelo menos 15 pontos em 14 jogos consecutivos na carreira. 
Em 25 de novembro, ele registrou 34 pontos e 11 rebotes na vitória por 104-100 sobre o Portland Trail Blazers. Posteriormente, ele foi nomeado o Jogador da Semana da Conferência Oeste pelos jogos disputados de 19 de novembro até 25 de novembro. Ele também ganhou o prêmio de Jogador do Mês da Conferência Oeste em outubro e novembro.
Em 17 de dezembro, ele marcou 39 pontos em uma derrota de 131-127 para os Trail Blazers. Em 20 de janeiro, ele registrou 27 pontos, nove rebotes e nove assistências na vitória por 103-95 sobre os Spurs.

### Philadelphia 76ers (2019–2024)
Em 6 de fevereiro de 2019, Harris foi negociado, juntamente com Boban Marjanović e Mike Scott, para o Philadelphia 76ers em troca de Wilson Chandler, Mike Muscala, Landry Shamet e várias escolhas de draft futuras. Ele estreou pelos 76ers dois dias depois, registrando 14 pontos e oito rebotes em uma vitória por 117-110 sobre o Denver Nuggets. Em 6 de julho de 2019, os Sixers renovou com Harris em um contrato de US $ 180 milhões por cinco anos.
Em 4 de janeiro de 2021, Harris foi nomeado o Jogador da Semana da Conferência Leste. Em 6 de janeiro, Harris marcou seu 10.000º ponto na carreira em um jogo contra o Washington Wizards. Em 27 de janeiro de 2021, Harris acertou um arremesso decisivo com 3,7 segundos restantes para ajudar os 76ers a resistir a uma recuperação do Los Angeles Lakers em uma vitória por 107-106.
Em 16 de abril de 2022, durante o Jogo 1 da primeira rodada dos playoffs, Harris registrou 26 pontos e seis assistências em uma vitória por 131-111 sobre o Toronto Raptors.
Em 2 de maio de 2024, durante o Jogo 6 da primeira rodada dos playoffs, Harris não marcou nenhum ponto enquanto o New York Knicks ganhou dos 76ers por 118–115. Harris teve média de 9,0 pontos na série.

### Retorno a Detroit (2024–Presente)
Em 8 de julho de 2024, Harris assinou um contrato de dois anos e US$ 52 milhões para retornar ao Detroit Pistons.

## Estatísticas da carreira

### NBA

#### Temporada regular
| Ano      | Equipe        | PJ  | PT  | MPJ  | AP   | 3P   | LL   | RT  | AS  | BR  | TO  | PPJ  |
| -------- | ------------- | --- | --- | ---- | ---- | ---- | ---- | --- | --- | --- | --- | ---- |
| 2011–12  | Milwaukee     | 42  | 9   | 11.4 | .467 | .261 | .815 | 2.4 | .5  | .3  | .2  | 5.0  |
| 2012–13  | Milwaukee     | 28  | 14  | 11.6 | .461 | .333 | .885 | 2.0 | .5  | .3  | .3  | 4.9  |
| 2012–13  | Orlando       | 27  | 20  | 36.1 | .453 | .310 | .721 | 8.5 | 2.1 | .9  | 1.4 | 17.3 |
| 2013–14  | Orlando       | 61  | 36  | 30.3 | .464 | .254 | .807 | 7.0 | 1.3 | .7  | .4  | 14.6 |
| 2014–15  | Orlando       | 68  | 63  | 34.8 | .466 | .364 | .788 | 6.3 | 1.8 | 1.0 | .5  | 17.1 |
| 2015–16  | Orlando       | 49  | 49  | 32.9 | .464 | .311 | .784 | 7.0 | 2.0 | 1.0 | .6  | 13.7 |
| 2015–16  | Detroit       | 27  | 25  | 33.4 | .477 | .375 | .911 | 6.2 | 2.6 | .7  | .4  | 16.6 |
| 2016–17  | Detroit       | 82  | 48  | 31.3 | .481 | .347 | .841 | 5.1 | 1.7 | .7  | .5  | 16.1 |
| 2017–18  | Detroit       | 48  | 48  | 32.6 | .451 | .409 | .846 | 5.1 | 2.0 | .7  | .3  | 18.1 |
| 2017–18  | L.A. Clippers | 32  | 32  | 34.5 | .473 | .414 | .800 | 6.0 | 3.1 | 1.2 | .6  | 19.3 |
| 2018–19  | L.A. Clippers | 55  | 55  | 34.6 | .496 | .434 | .877 | 7.9 | 2.7 | .7  | .4  | 20.9 |
| 2018–19  | Philadelphia  | 27  | 27  | 35.0 | .469 | .326 | .841 | 7.9 | 2.9 | .4  | .5  | 18.2 |
| 2019–20  | Philadelphia  | 72  | 72  | 34.3 | .471 | .367 | .806 | 6.9 | 3.2 | .7  | .6  | 19.6 |
| 2020–21  | Philadelphia  | 62  | 62  | 32.5 | .512 | .394 | .892 | 6.8 | 3.5 | .9  | .8  | 19.5 |
| 2021–22  | Philadelphia  | 73  | 73  | 34.8 | .482 | .367 | .842 | 6.8 | 3.5 | .6  | .6  | 17.2 |
| 2022–23  | Philadelphia  | 74  | 74  | 32.9 | .501 | .389 | .876 | 5.7 | 2.5 | .9  | .5  | 14.7 |
| 2023–24  | Philadelphia  | 70  | 70  | 33.8 | .487 | .353 | .878 | 6.5 | 3.1 | 1.0 | .7  | 17.2 |
| Carreira | Carreira      | 897 | 777 | 30.9 | .475 | .353 | .835 | 6.1 | 2.2 | .7  | .5  | 15.8 |

#### Play-in
| Ano  | Equipe       | PJ | PT | MPJ  | AP   | 3P   | LL   | RT   | AS  | BR | TO | PPJ |
| ---- | ------------ | -- | -- | ---- | ---- | ---- | ---- | ---- | --- | -- | -- | --- |
| 2024 | Philadelphia | 1  | 1  | 32.7 | .400 | .000 | .500 | 10.0 | 4.0 | .0 | .0 | 9.0 |

#### Playoffs
| Ano      | Equipe       | PJ | PT | MPJ  | AP   | 3P   | LL   | RT  | AS  | BR  | TO | PPJ  |
| -------- | ------------ | -- | -- | ---- | ---- | ---- | ---- | --- | --- | --- | -- | ---- |
| 2016     | Detroit      | 4  | 4  | 39.0 | .457 | .333 | .923 | 9.5 | 3.0 | .8  | .8 | 14.5 |
| 2019     | Philadelphia | 12 | 12 | 36.9 | .425 | .349 | .846 | 9.1 | 4.0 | 1.1 | .5 | 15.5 |
| 2020     | Philadelphia | 4  | 4  | 37.0 | .383 | .133 | .789 | 9.5 | 4.0 | .5  | .3 | 15.8 |
| 2021     | Philadelphia | 12 | 12 | 36.5 | .488 | .372 | .875 | 8.5 | 3.5 | 1.0 | .4 | 21.8 |
| 2022     | Philadelphia | 12 | 12 | 38.8 | .500 | .386 | .864 | 7.6 | 2.9 | 1.1 | .8 | 16.9 |
| 2023     | Philadelphia | 11 | 11 | 35.6 | .522 | .366 | .867 | 7.3 | 1.6 | .6  | .5 | 15.3 |
| Carreira | Carreira     | 55 | 55 | 37.3 | .462 | .323 | .860 | 8.5 | 3.1 | .8  | .5 | 16.6 |

### Universidade
| Ano     | Equipe    | PJ | PT | MPJ  | AP   | 3P   | LL   | RT  | AS  | BR | TO | PPJ  |
| ------- | --------- | -- | -- | ---- | ---- | ---- | ---- | --- | --- | -- | -- | ---- |
| 2010–11 | Tennessee | 34 | 33 | 29.2 | .460 | .303 | .753 | 7.3 | 1.3 | .7 | .9 | 15.3 |

Fonte:

## Vida pessoal
Harris nasceu em Islip, Nova York, junto com seus cinco irmãos. Seu pai, Torrel, jogou basquete universitário em Duquesne e Murray State. O ex-jogador da NBA e companheiro de equipe, Channing Frye, é primo de Harris. Seu avô, John Mulzac, era membro do Tuskegee Airmen.
Harris é amigo próximo do ex-pivô da NBA, Boban Marjanović, que foi seu companheiro de equipe em Detroit, Los Angeles e Filadélfia de 2016 a 2019. Ele usa o número 12 como uma homenagem ao seu amigo próximo e ex-companheiro de equipe, Morgan Childs, que morreu aos 17 anos de leucemia.
Harris se casou com sua namorada de longa data, Jasmine Winton, em 2022.
Harris recebeu o Prêmio de Serviço Comunitário da NBA de 2016 e 2021. Ele criou o "Programa de Mentoria da Escola Tobias Harris" e fez parceria com o Yes We Can Community Center e a UAS Inc para ajudar atletas e seus pais com o processo de recrutamento e bolsa de estudos. Harris também doou US$ 10.000 para a "Feeding Children Everywhere", uma instituição de caridade social que ajuda a preparar comida para crianças famintas.
Harris lançou a campanha Tobias Lit Labs, que leva livros e autores para famílias e escolas. Harris contribuiu com mais de US$ 2 milhões por meio do Tobias Harris Charitable Fund, que fornece materiais de sala de aula e apoia o desenvolvimento profissional de educadores e alunos. Ele doou US$ 10.000 para a Kappa Alpha Psi Foundation para fornecer subsídios para bolsas de estudo, projetos comunitários e programas após as aulas.
Harris se identifica como cristão e frequentemente discute sua fé em público. Em uma entrevista de 2015 com "Razz and Jazz Sports", Tobias afirmou: "Qualquer pessoa que eu conheço, tento abraçá-la e mostrar amor para que saibam que sou cristão. Jesus Cristo era um homem amoroso. E como cristãos, temos que tentar modelar nossas vidas segundo Jesus Cristo". Tobias também doou mais 1 milhão de dólares para nove instituições de caridade na área de Filadélfia.

Harris tem muitos patrocínios fora das quadras, incluindo Nike, Off-White Damari Savile, Ovadia & Sons e muito mais.